# Зазало
Зазало (груз. ზაზალო) — село в Грузії.
За даними перепису населення 2014 року в селі проживає 35 осіб.